# Alfieri Canavero
Alfieri Canavero (* 30. Mai 1927 in Turin; † 7. Dezember 2020) war ein italienischer Kameramann.

## Leben
Canavero begann seine Laufbahn als Kameraassistent 1948 für Leonide Barboni und andere bedeutende Kameraleute, wurde zwei Jahre später selbst Kameraführer und weitere zwei Jahre darauf schließlich Chef-Kameramann. Er wählte seine Aufträge sorgsam aus und kam somit nur auf eine Handvoll Filme.
Als Co-Regisseur verantwortete er 1963 den Dokumentarfilm Giorni di furore. Seine Kollegen waren sein Bruder Giovanni, Gianni Dolini und der Partisan Isacco Nahoum; die Gesamtleitung hatte Mario Serandrei. Später wandte er sich der Werbung zu und war für Franco Cristaldi weiter dokumentaristisch tätig.

## Filmografie (Auswahl)
- 1952: La pattuglia sperduta
- 1955: Il piccolo vetraio
- 1961: La corona di fuoco